# Jodie Foster

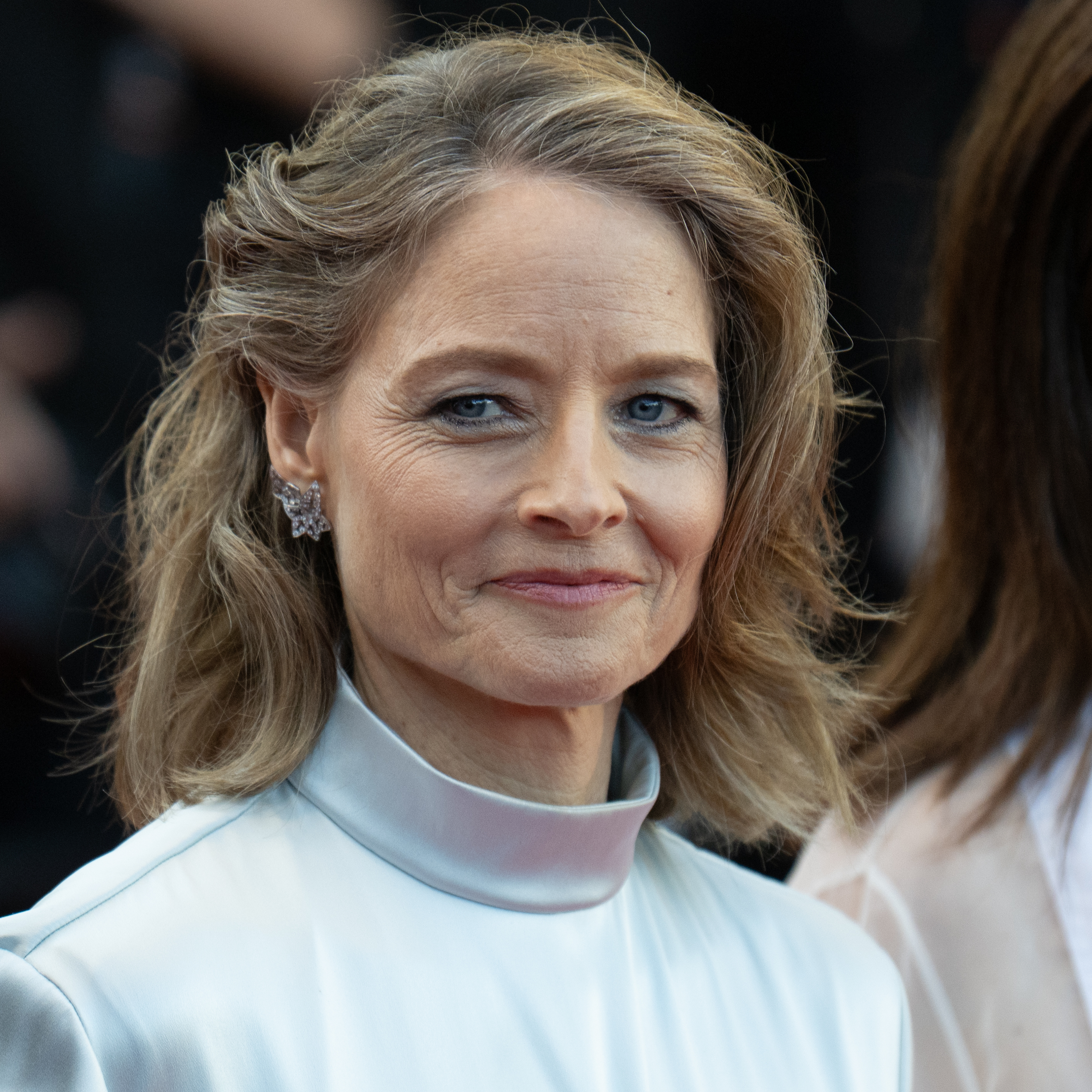
Jodie Foster bei den Internationalen Filmfestspielen von Cannes 2025

Jodie Foster (* 19. November 1962 als Alicia Christian Foster in Los Angeles, Kalifornien) ist eine US-amerikanische Schauspielerin, Filmregisseurin, Filmproduzentin und zweifache Oscar-Preisträgerin.

## Leben

### Kindheit und Jugend
Jodie Foster wurde einige Monate nach der Trennung ihrer Eltern als deren viertes Kind geboren. Anfang des Jahres 1963 zog ihre deutschstämmige Mutter Evelyn Ella „Brandy“ Almond (1928–2019) mit den Kindern ins San Fernando Valley im Nordwesten von Los Angeles zu ihrer Lebensgefährtin, die den überwiegenden Beitrag zum Familienunterhalt leistete. Die Beziehung dauerte bis 1976. Zusammen mit ihren älteren Geschwistern, einem Bruder (* 1957) und zwei Schwestern (* 1954 und 1955), wuchs Foster in Los Angeles auf.
Ihre Mutter arbeitete in der Filmbranche, weshalb Foster bereits im Alter von drei Jahren einen Auftritt in einer Fernsehwerbung für die amerikanische Sonnencreme Coppertone hatte. Die Mutter hatte ihren älteren Bruder zum Vorsprechen vorgesehen, jedoch auch Jodie mit zum Vorstellungstermin mitgenommen, wo sie von den Casting-Agenten bemerkt wurde.

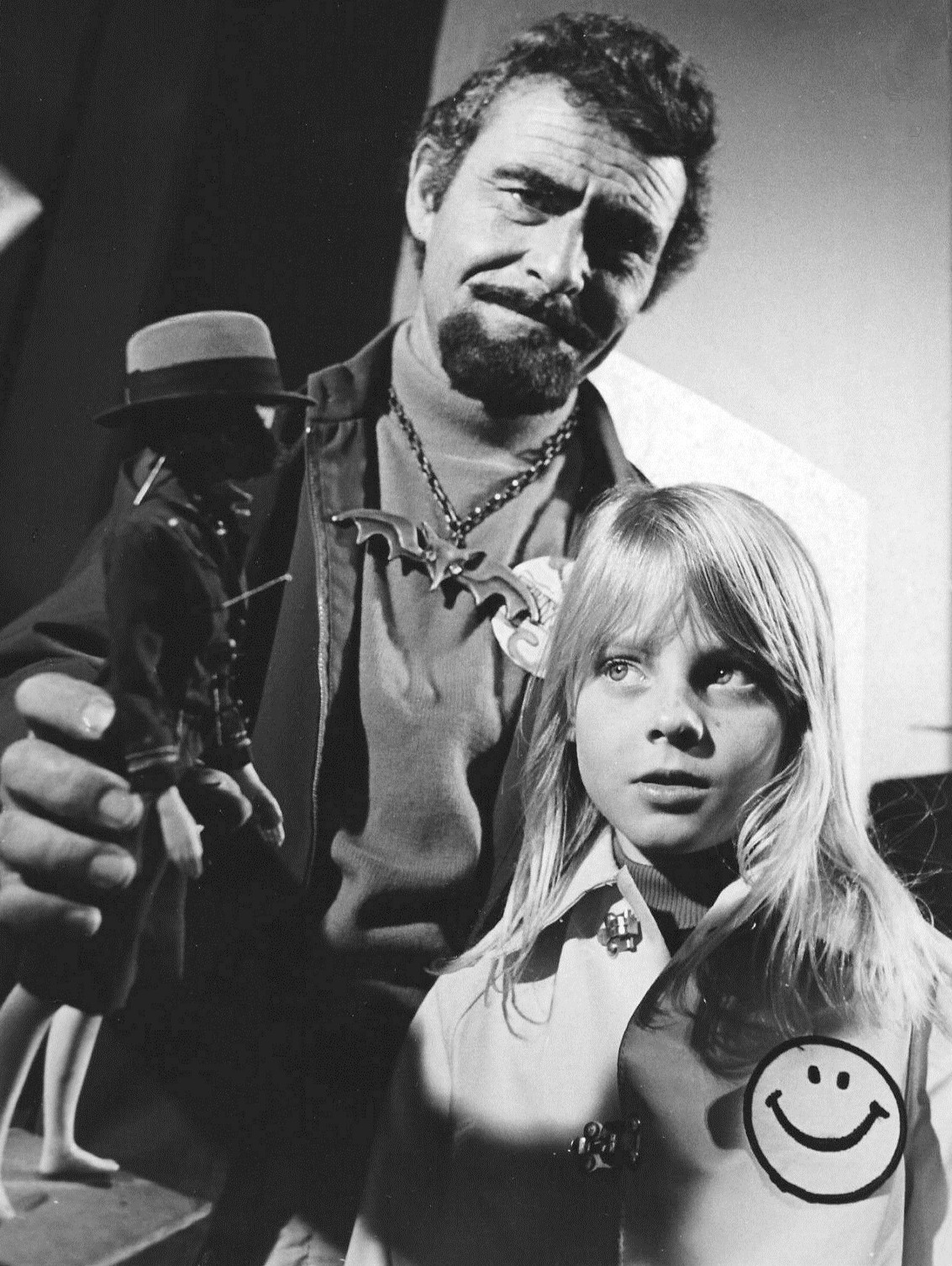
Jodie Foster an der Seite von Rod Serling in der Fernsehserie Der Chef von 1972.

Dieser Fernsehspot führte zu weiterer Arbeit in der Werbung und 1968 zu einem kleinen Auftritt in der amerikanischen Sitcom Mayberry R.F.D., in der ihr Bruder die Hauptrolle spielte. In den folgenden Jahren trat Foster in über 50 Fernsehwerbesendungen auf; während dieser Zeit wurden sie und ihr Bruder zu den Hauptverdienern der Familie.

### Karriere

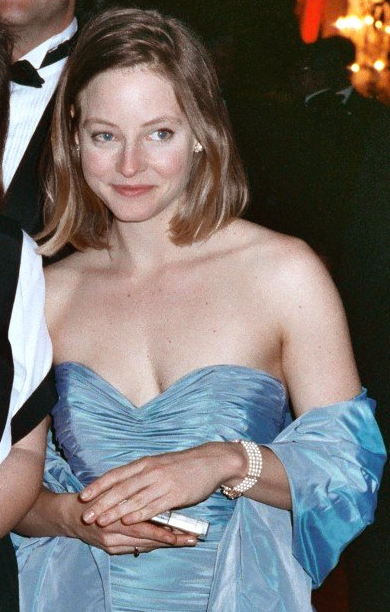
Jodie Foster (1989)

Foster trat später zunächst in Fernsehserien wie Bonanza, Kung Fu, Bob & Carol & Ted & Alice, Love Story, The Addams Family und Paper Moon auf. Ihre erste Kinofilmrolle spielte sie im Alter von zehn Jahren in der Disney-Produktion Flucht in die Wildnis (Originaltitel: Napoleon and Samantha, 1972). Bei den Dreharbeiten wurde das Kind von einem Löwen zweimal angegriffen und wäre fast getötet worden, was sie noch heute beschäftigt.
In den 1970er Jahren drehte sie als Kinderdarstellerin weitere Disney-Filme. 1974 gab ihr der damals noch unbekannte Regisseur Martin Scorsese eine Nebenrolle in Alice lebt hier nicht mehr. Überzeugt von ihrem Talent, besetzte er sie auch in seinem nächsten Film: Als minderjährige Prostituierte in Taxi Driver (1976) wurde die 13-jährige weltberühmt: Neben einer Oscar-Nominierung als beste Nebendarstellerin erhielt Foster für ihre Darstellung zwei British Academy Film Awards und den David di Donatello.
Im selben Jahr spielte sie in den Komödien Bugsy Malone und Ein ganz verrückter Freitag. Für Bugsy Malone wurde Foster erneut mit zwei British Academy Film Awards ausgezeichnet und für Ein ganz verrückter Freitag erhielt sie eine Golden-Globe-Nominierung als beste Hauptdarstellerin in einer Komödie. In Das Mädchen am Ende der Straße (ebenfalls 1976) spielte sie eine unabhängig lebende, hochtalentierte Jugendliche, eine Rolle, für die sie mit dem Saturn Award ausgezeichnet wurde.
Neben der Schauspielerei machte Foster an der renommierten zweisprachigen Privatschule Le Lycée Français de Los Angeles ihren Abschluss als Jahrgangsbeste. Von 1980 bis 1985 studierte sie an der Yale University im Fach Literatur und schloss das Studium mit magna cum laude ab. Ihre Bachelorarbeit schrieb sie über die afroamerikanische Autorin Toni Morrison. Durch ihre ausgezeichneten Französischkenntnisse machte sie schließlich auch in Frankreich von sich reden: Im Filmdrama Das Blut der Anderen (Originaltitel: Le Sang des autres) von Claude Chabrol aus dem Jahr 1984 spielte sie die Hauptrolle. Das Drehbuch basiert auf dem gleichnamigen Roman von Simone de Beauvoir aus dem Jahr 1945.
In ihrer Studienzeit schrieb Foster einige Artikel für Zeitschriften und interviewte u. a. Nastassja Kinski. Die beiden Frauen wurden Freundinnen und suchten nach einer Möglichkeit, filmisch zusammenzuarbeiten. Die Gelegenheit ergab sich 1984 in dem Film Hotel New Hampshire, basierend auf einem Roman von John Irving, der in dem kleinen Städtchen Tadoussac in der kanadischen Provinz Québec gedreht wurde. Vier Jahre später übernahm Foster in Angeklagt die Rolle einer vergewaltigten Frau, wofür sie ihren ersten Oscar gewann.
1991 debütierte sie mit Das Wunderkind Tate als Regisseurin. Über die Situation von Frauen in Hollywood sagte sie, diese Branche sei Frauen nicht besonders wohlgesinnt, aber sie brauche sie. „Doch die weiblichen Pioniere müssen zehnmal besser sein als jeder Mann. Vielleicht gründen wir ja eines Tages ein ‚Old Girls Netzwerk‘ […].“ Im selben Jahr spielte Foster – anstelle von Michelle Pfeiffer – eine FBI-Agentin in Das Schweigen der Lämmer; die Zusammenarbeit mit Anthony Hopkins brachte beiden einen Oscar ein. 2001 löste sie ihre Produktionsfirma Egg Pictures aus familiären Gründen auf. Zu den Werken gehören – neben ihren eigenen – Lost Heaven, Waking the Dead und Baby Blues.
Sie übernahm gelegentlich Sprechrollen, wie 1996 und 1997 in den Serien Frasier und Akte X in jeweils einer Episode als Anruferin und als Stimme in einer Halluzinationssequenz. In einer Episode der Simpsons ist sie im US-amerikanischen Original als Stimme von Maggie Simpson zu hören. 1997 verlieh ihr die Yale University einen Ehrendoktortitel.

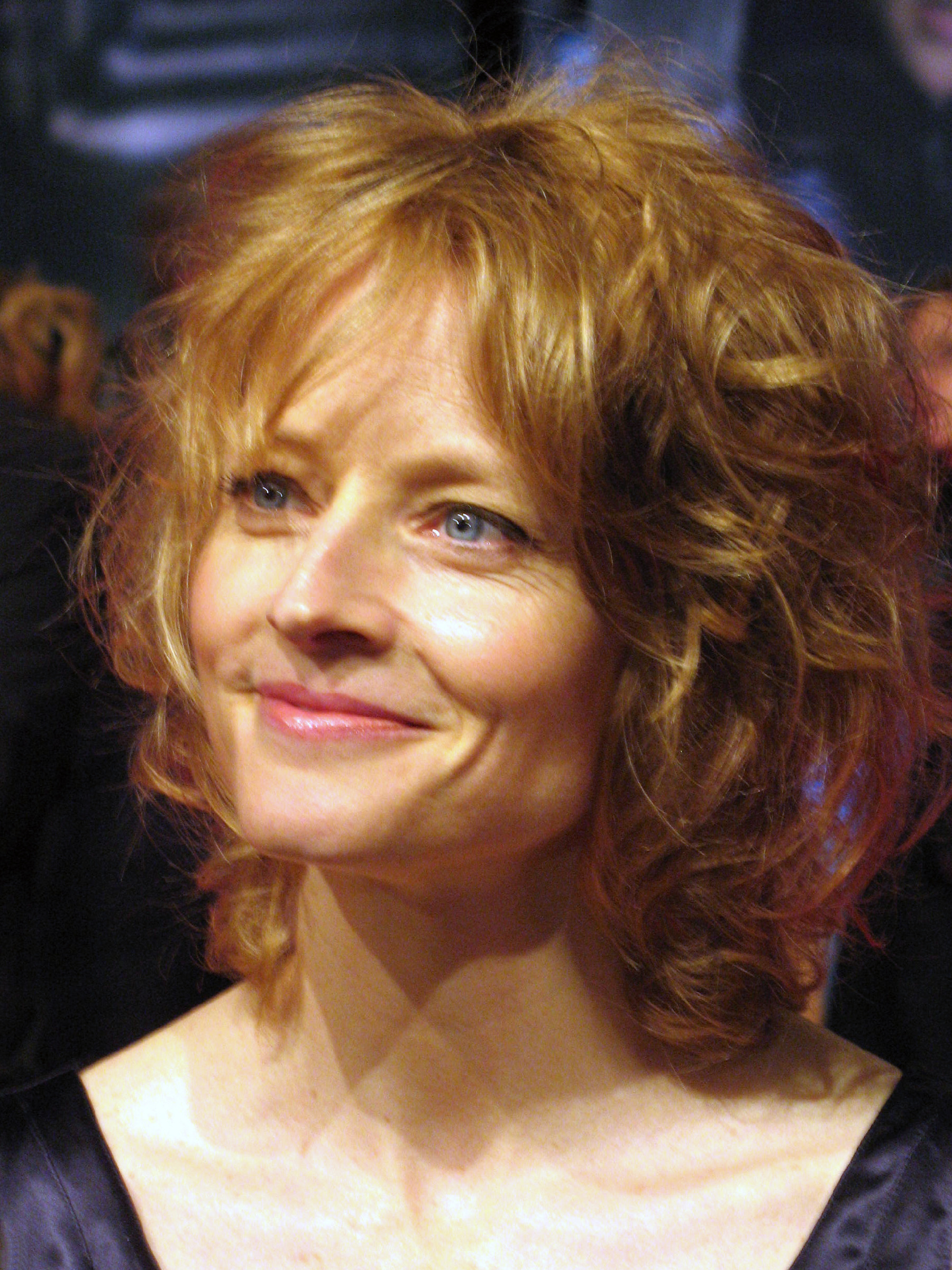
Jodie Foster (2007)

Foster gehört zu den bestbezahlten Schauspielerinnen Hollywoods. 2007 belegte sie in einer Rangliste des Hollywood Reporter mit einer Gagenforderung von etwa zehn bis zwölf Millionen US-Dollar pro Film den neunten Platz. Im Juli 2008 belegte sie in einer Forbes-Rangliste mit Gagen in Höhe von 23 Mio. US-Dollar (zwischen Juni 2007 und Juni 2008) hinter Cameron Diaz, Keira Knightley, Jennifer Aniston, Reese Witherspoon und Gwyneth Paltrow den sechsten Platz.
Im selben Jahr spielte sie im Film Die Fremde in dir eine Journalistin, die durch ein brutales Verbrechen in die Position eines Racheengels gedrängt wird. Sie beschreibt ihre Rolle wie folgt: „Es geht dabei nicht um Rache. Es geht um eine Frau, die ihr Leben zurück will. Dabei muss sie dem Drang folgen, immer wieder abzudrücken. Sie entdeckt eine grausame Seite in sich und lebt sie aus, um zu überleben. Sie hat erfahren, wie sich Machtlosigkeit anfühlt. Mit der Waffe in der Hand ergreift sie die Macht. Sogar über Leben und Tod.“
Während der Dreharbeiten in Frankreich zu Roman Polańskis Filmversion von Yasmina Rezas Theaterstück Der Gott des Gemetzels übernahm Foster 2011 den Vorsitz der César-Verleihung 2011. 2013 erhielt sie bei der Verleihung der Golden Globe Awards den Cecil B. deMille Award für ihr Lebenswerk.
Bei den Internationalen Filmfestival von Cannes 2021 wurde ihr die Goldene Ehrenpalme zuerkannt. Drei Jahre später wurde sie für die Nebenrolle der Schwimmtrainerin Bonnie Stoll in dem Sportlerdrama Nyad (2023) erneut für den Oscar und den Golden Globe nominiert.

## Privatleben
Foster hat zwei Söhne (* 1998 und 2001). Im Dezember 2007 bekannte sich Foster erstmals öffentlich zu ihrer langjährigen Lebensgefährtin Cydney Bernard; im Mai 2008 gab sie die Trennung bekannt. Seit 2013 ist sie mit der Schauspielkollegin Alexandra Hedison zusammen; im April 2014 hat das Paar geheiratet.

## Synchronstimme
Die Standardsprecherin für Fosters deutsche Synchronstimme ist die Schauspielerin Hansi Jochmann, in den Filmen Nell und Lost Heaven wurde sie von Heidrun Bartholomäus synchronisiert. Foster selbst spricht und versteht etwas Deutsch. In französischen Versionen ihrer Filme synchronisiert sie sich selbst, da sie die Sprache fließend spricht.

## Sonstiges
- 1981 verübte John Hinckley Jr. ein Attentat auf den damaligen US-Präsidenten Ronald Reagan, um Fosters Aufmerksamkeit auf sich zu lenken. Nach der Tat fand man bei Hinckley einen Brief an Jodie Foster; er hatte sie bereits früher mit Briefen und Telefonanrufen belästigt. Sie schilderte die Ereignisse noch Jahre später als traumatisierend.
- Der Asteroid (17744) Jodiefoster wurde nach ihr benannt.

## Filmografie (Auswahl)

### Darstellerin

#### Filme
- 1970: Gefährliche Begegnung (Menace on the Mountain, Fernsehfilm)
- 1972: My Sister Hank (Fernsehfilm)
- 1972: Flucht in die Wildnis (Napoleon and Samantha)
- 1972: Round Up (Kansas City Bomber)
- 1973: Tom Sawyers Abenteuer (Tom Sawyer)
- 1973: Ein Kamel im Wilden Westen (One Little Indian)
- 1974: Ein Lächeln vor dem Tode (Smile Jenny, You’re Dead, Fernsehfilm)
- 1974: Alice lebt hier nicht mehr (Alice Doesn’t Live Here Anymore)
- 1976: Echos eines Sommers (Echoes of a Summer)
- 1976: Taxi Driver
- 1976: Bugsy Malone
- 1976: Ein ganz verrückter Freitag (Freaky Friday)
- 1976: Das Mädchen am Ende der Straße (The Little Girl Who Lives Down the Lane)
- 1977: Fetzig, frei und endlich high (Moi, fleur bleue)
- 1977: Strandgeflüster (Casotto)
- 1977: Abenteuer auf Schloß Candleshoe (Candleshoe)
- 1980: Jeanies Clique (Foxes)
- 1980: Jahrmarkt (Carny)
- 1982: Spuk im Ehebett (O’Hara’s Wife)
- 1983: Obsession – Die dunkle Seite des Ruhms (Svengali, Fernsehfilm)
- 1984: Hotel New Hampshire (The Hotel New Hampshire)
- 1984: Das Blut der Anderen (Le sang des autres)
- 1986: In guten und in schlechten Zeiten (Mesmerized)
- 1987: Five Corners – Pinguine in der Bronx (Five Corners)
- 1987: Siesta
- 1988: Katies Sehnsucht (Stealing Home)
- 1988: Angeklagt (The Accused)
- 1990: Catchfire
- 1991: Das Schweigen der Lämmer (The Silence of the Lambs)
- 1991: Das Wunderkind Tate (Little Man Tate)
- 1992: Schatten und Nebel (Shadows and Fog)
- 1993: Sommersby
- 1994: Maverick – Den Colt am Gürtel, ein As im Ärmel (Maverick)
- 1994: Nell
- 1997: Contact
- 1999: Anna und der König (Anna and the King)
- 2002: Lost Heaven (The Dangerous Lives of Altar Boys)
- 2002: Panic Room
- 2004: Mathilde – Eine große Liebe (Un long dimanche de fiançailles)
- 2005: Flightplan – Ohne jede Spur (Flightplan)
- 2006: Inside Man
- 2007: Die Fremde in dir (The Brave One)
- 2008: Die Insel der Abenteuer (Nim’s Island)
- 2009: New York Mom (Motherhood)
- 2011: Der Biber (The Beaver)
- 2011: Der Gott des Gemetzels (Carnage)
- 2013: Elysium
- 2018: Hotel Artemis
- 2021: Der Mauretanier (The Mauritanian)
- 2023: Nyad
- 2025: Vie privée

#### Fernsehserien
- 1968, 1970: Mayberry R.F.D. (2 Folgen)
- 1969: Doris Day in … (The Doris Day Show, Folge 1x23 The Baby Sitter)
- 1969: Julia (Folge 2x09 Romeo and Julia)
- 1969–1971: Eddies Vater (The Courtship of Eddie’s Father, 5 Folgen)
- 1969–1972: Rauchende Colts (Gunsmoke, 3 Folgen)
- 1970: Nanny und der Professor (Nanny and the Professor, Folge 1x04 The Scientific Approach)
- 1970: Disneyland (2 Folgen)
- 1970: Daniel Boone (eine Folge)
- 1970: Adam-12 (eine Folge)
- 1971–1972: Meine drei Söhne (My Three Sons, 6 Folgen)
- 1972: Der Chef (Ironside, eine Folge)
- 1972: Bonanza (A Place to Hide, eine Folge)
- 1972: The New Scooby-Doo Moovies (eine Folge, Synchronstimme)
- 1972: The Paul Lynde Show (eine Folge)
- 1972: Ghost Story (eine Folge)
- 1972: The Amazing Chan and the Chan Clan (14 Folgen, Synchronstimme)
- 1973: Die Partridge Familie (The Partridge Family, eine Folge)
- 1973: Kung Fu (Staffel 1x10 Alethea)
- 1973: Die Addams Family (The Addams Family, eine Folge)
- 1973: The New Perry Mason (eine Folge)
- 1973: Bob & Carol & Ted & Alice (2 Folgen)
- 1973: Love Story (eine Folge)
- 1973–1975: Junge Schicksale (ABC Afterschool Specials, 3 Folgen)
- 1974: Paper Moon (13 Folgen)
- 1975: Medical Center (eine Folge)
- 1984: Ein Engel auf Erden (Highway to Heaven, 2 Folgen)
- 1996: Frasier (eine Folge, Stimme)
- 1997: Akte X – Die unheimlichen Fälle des FBI (The X-Files, eine Folge, Stimme)
- 2009: Die Simpsons (The Simpsons, eine Folge, Synchronstimme)
- 2024: True Detective

### Regisseurin
- 1984: Tales From The Darkside (Folge: Do Not Open This Box)
- 1991: Das Wunderkind Tate (Little Man Tate)
- 1995: Familienfest und andere Schwierigkeiten (Home For The Holidays)
- 2011: Der Biber (The Beaver)
- 2013, 2014: Orange Is the New Black (Folge 1x03, 2x01)
- 2014: House of Cards (Folge 2x09)
- 2016: Money Monster
- 2017: Black Mirror (Folge 4x02)
- 2020: Tales from the Loop (Fernsehserie, Folge 1x08)

### Produzentin
- 1986: In guten und in schlechten Zeiten (Mesmerized)
- 1994: Nell
- 1995: Familienfest und andere Schwierigkeiten (Home for the Holidays)
- 1998: Baby Blues (The Baby Dance)
- 2000: Waking The Dead
- 2002: Lost Heaven (The Dangerous Lives of Altar Boys)
- 2007: Die Fremde in dir (The Brave One)

## Auszeichnungen (Auswahl)
Oscar
- Auszeichnungen:

1989: Beste Hauptdarstellerin für Angeklagt
1992: Beste Hauptdarstellerin für Das Schweigen der Lämmer
- Nominierungen:

1977: Beste Nebendarstellerin für Taxi Driver
1995: Beste Hauptdarstellerin für Nell
2024: Beste Nebendarstellerin für Nyad
British Academy Film Award
- Auszeichnungen:

1977: Vielversprechendste Newcomerin für Taxi Driver und Bugsy Malone
1977: Beste Nebendarstellerin für Taxi Driver und Bugsy Malone
1992: Beste Hauptdarstellerin für Das Schweigen der Lämmer
Golden Globe Award
- Auszeichnungen:

1989: Beste Darstellerin in einem Drama für Angeklagt
1992: Beste Darstellerin in einem Drama für Das Schweigen der Lämmer
2013: Cecil B. deMille Award für ihr Lebenswerk
2021: Beste Nebendarstellerin für The Mauritanian
2025: Beste Hauptdarstellerin – Miniserie, Anthologie-Serie oder Fernsehfilm für True Detective: Night Country
- Nominierungen:

1977: Beste Darstellerin in einem Musical oder einer Komödie für Ein ganz verrückter Freitag
1995: Beste Darstellerin in einem Drama für Nell
1998: Beste Darstellerin in einem Drama für Contact
2008: Beste Darstellerin in einem Drama für Die Fremde in dir
2012: Beste Darstellerin in einem Musical oder einer Komödie für Der Gott des Gemetzels
2024: Beste Nebendarstellerin für Nyad
Screen Actors Guild Award
- Auszeichnungen:

1995: Beste Hauptdarstellerin für Nell
Goldene Palme
- Auszeichnungen:

2021: Ehrenpreis für ihr Lebenswerk

## Dokumentation
- Jodie Foster – Hollywoods Alleskönnerin. Regie: Camille Juza, Yal Sadat. In: ARTE F, Frankreich 2021, Laufzeit 54 min